# Estadio Antonio Oddone Sarubbi
Estadio Antonio Oddone Sarubbi – stadion piłkarski w mieście Ciudad del Este w Paragwaju. Jest on domową areną klubu 3 de Febrero Ciudad del Este i jest nazwany od byłego dowódcy wojskowego. Mieści 28 000 osób. Został wybudowany w 1973.